# Mary Wortley Montagu
Mary Wortley Montagu (26 de maio de 1689 – Nottingham, 21 de agosto de 1762) foi uma aristocrata, escritora, poeta e feminista inglesa.
Montagu é mais lembrada pelas cartas, particularmente as Cartas da Turquia,  as quais foram descritas, por Billie Melman, como
"o primeiro exemplo de um trabalho secular escrito por uma mulher sobre o Oriente Muçulmano". Além dos seus escritos, ela também foi conhecida por apresentar e defender a inoculação de varíola na Grã-Bretanha depois de voltar de Constantinopla, atual Istambul, Turquia. Seus trabalhos relatam e desafiam atitudes sociais contemporâneas contra as mulheres e que dificultem seu crescimento intelectual e social.
.
Em abril de 1721, durante uma epidemia de varíola na Inglaterra, Mary Wortley Montagu tomou uma decisão ousada: mandou inocular sua própria filha contra a doença. Sua escolha foi influenciada pela experiência que teve em Constantinopla, onde viveu com o marido, Edward Wortley Montagu, então embaixador britânico na capital do Império Otomano. Durante sua estadia, Mary presenciou casos bem-sucedidos de inoculação, procedimento tradicionalmente realizado por mulheres, que consistia na introdução do material infeccioso, extraído do pus das lesões de pessoas contaminadas, no organismo de indivíduos saudáveis por meio do enxerto. 
Montagu desempenhou um papel pioneiro no debate sobre a varíola. Ela foi responsável por promover a primeira inoculação registrada em solo inglês e foi em grande parte responsável por tornar a prática aceitável nos círculos da elite. 
Somente no final do século XVIII, o médico Edward Jenner desenvolveu a vacinação a partir da varíola bovina, um método muito mais seguro e eficaz, que acabou substituindo a antiga prática da inoculação humana.
1. ↑  «A história de Mary Wortley Montagu, a precursora da imunização contra a varíola». Super. Consultado em 12 de setembro de 2022
2. ↑  Lindemann, Mary (2010). Medicine and society in early modern Europe. Col: New approaches to European history 2nd ed ed. Cambridge: Cambridge University Press
3. ↑  Barnes, Diana (2012). «The Public Life of a Woman of Wit and Quality: Lady Mary Wortley Montagu and the Vogue for Smallpox Inoculation». Feminist Studies (2): 330–362. ISSN 2153-3873. doi:10.1353/fem.2012.0023. Consultado em 25 de julho de 2025
4. ↑  Lindemann, Mary (2010). Medicine and society in early modern Europe. Col: New approaches to European history 2nd ed ed. Cambridge: Cambridge University Press